# Lepidokrokit
Lepidokrokit – minerał z gromady wodorotlenków. Chemicznie jest to tlenek wodorotlenek żelaza(III), FeO(OH) w polimorficznej formie γ. Jego nazwa pochodzi z języka greckiego, od połączenia wyrazów λεπίς, czyli „łuska”, oraz κροκη – „kosmyk”, nawiązuje do wyglądu tworzonych przez minerał skupień.

## Właściwości
Wykształca kryształy tabliczkowe oraz igiełkowe, występuje w rozetkach, konkrecjach lub skupieniach włóknistych, łuskowych, ziemistych i proszkowych. Jego kryształy są przezroczyste, wykazują silną dwójłomność. Ich gęstość wynosi 4 g/cm³, a twardość – 5 w skali Mohsa. Minerał ten roztwarza się w kwasie solnym.

## Występowanie
Lepidokrokit jest mniej powszechny od goethytu. Jest minerałem wtórnym, występuje w strefie utleniania minerałów żelaza i złóż siarczkowych, jako składnik wielu gleb i składnik skałotwórczy limonitu. Stanowi produkt procesów wietrzenia i przebiegających w niskich temperaturach procesów hydrotermalnych. Można go spotkać w Siegerland w Niemczech (kryształy wyrosły tam na groniastym i stalaktytowym limonicie), w Karyntii w Austrii, w Lotaryngii we Francji, w Luksemburgu, w Attyce w Grecji, na Krymie w Ukrainie, w stanach Pensylwania i Kalifornia w Stanach Zjednoczonych, a także w Meksyku, w Indiach i w Japonii. W Polsce występuje w Stanisławowie i w Jaworze oraz w okolicy Tarnowskich Gór. Towarzyszącymi mu minerałami są goethyt i piroluzyt. W kryształach lepidokrokitu powszechne są domieszki manganu.

## Zastosowanie
- Jako ruda żelaza[4].
- Jako filtr do oczyszczania gazu[4].